# 2-Aminobenzaldéhyde
Le 2-aminobenzaldéhyde ou ortho-aminobenzaldéhyde est un composé aromatique de formule C6H4(NH2)CHO. Constitué d'un cycle de benzène substitué par un groupe aldéhyde et un groupe amine en position 1,2, c'est l'un des trois isomères de l'aminobenzaldéhyde, le composé ortho. 

## Propriétés
Le 2-aminobenzaldéhyde se présente sous la forme d'un solide cristallin jaune pâle. Il est relativement instable et tend à se condenser avec lui-même ; pour cette raison, il est conseillé de le stocker à basse température (−20 °C).

## Synthèse
Le 2-aminobenzaldéhyde est généralement préparé par réduction du 2-nitrobenzaldéhyde par le fer ou le sulfate de fer(II).

## Utilisations

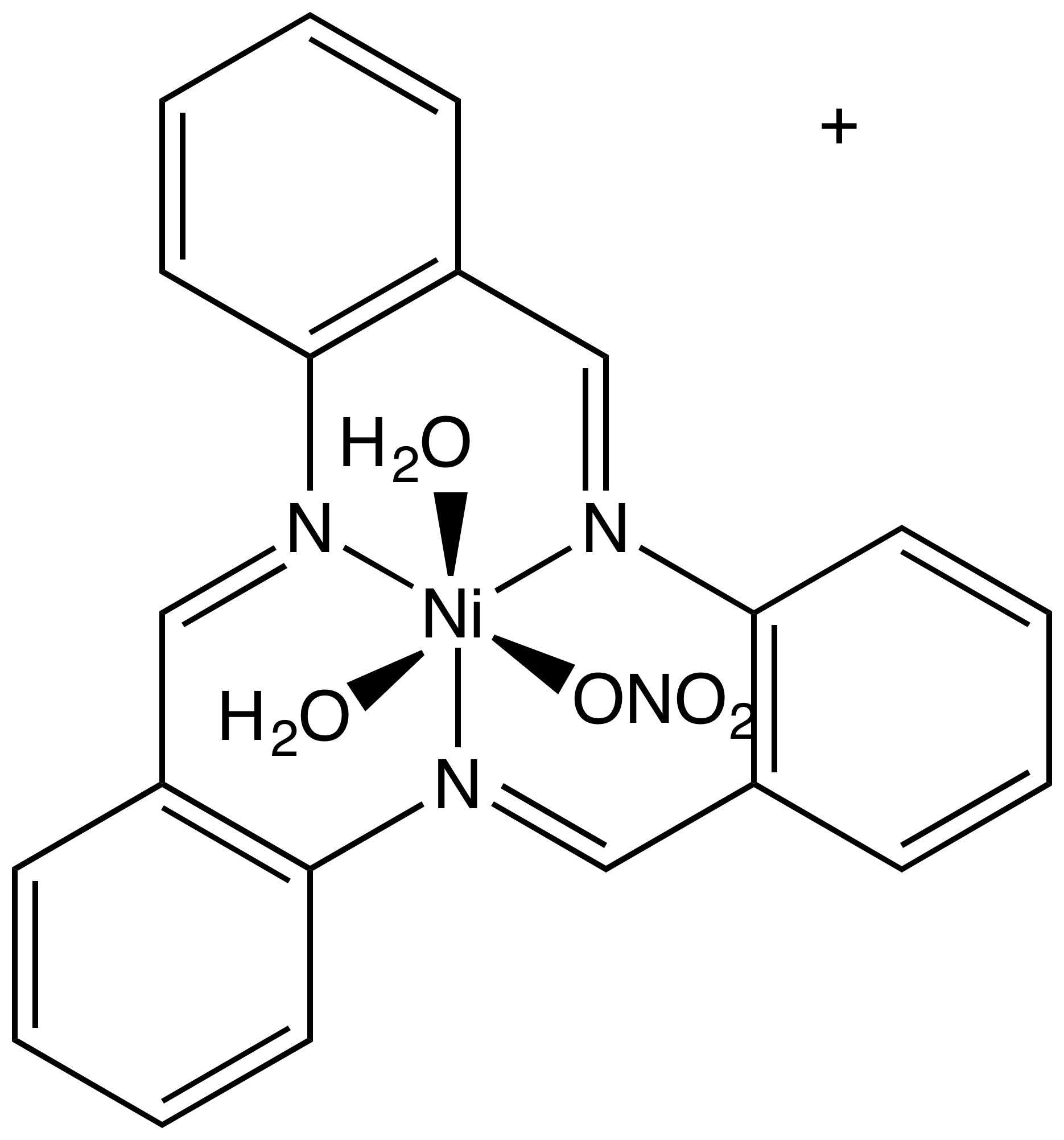
Structure d'un complexe nickel-eau-nitrate avec un ligand dérivé d'un produit de condensation de trois équivalents de 2-aminobenzaldéhyde.

Le 2-aminobenzaldéhyde est principalement utilisé pour la synthèse d'autres composés. Il est en particulier utilisé pour la synthèse des quinoléines, une famille de composés organiques dont certains sont utilisés comme antiviraux ou antipaludiques, mais également des composés organiques électroluminescents utilisés pour la production d'OLEDs et de cellules photovoltaïques. Une méthode de choix pour le faire est la synthèse de Friedlaender, où il est condensé avec un composé carbonylé :
Par des réactions de modèle (en), il forme des produits de condensation trimériques et tétramériques qui ont été étudiés comme  ligands.  
Le 2-aminobenzaldéhyde est également utilisé dans la préparation d'indoles substitués.